# Giacomo Mascardi
Giacomo Mascardi (né à Bormio en 1567 et mort à Rome le 8 décembre 1634) est un imprimeur-libraire et éditeur italien.

## Biographie

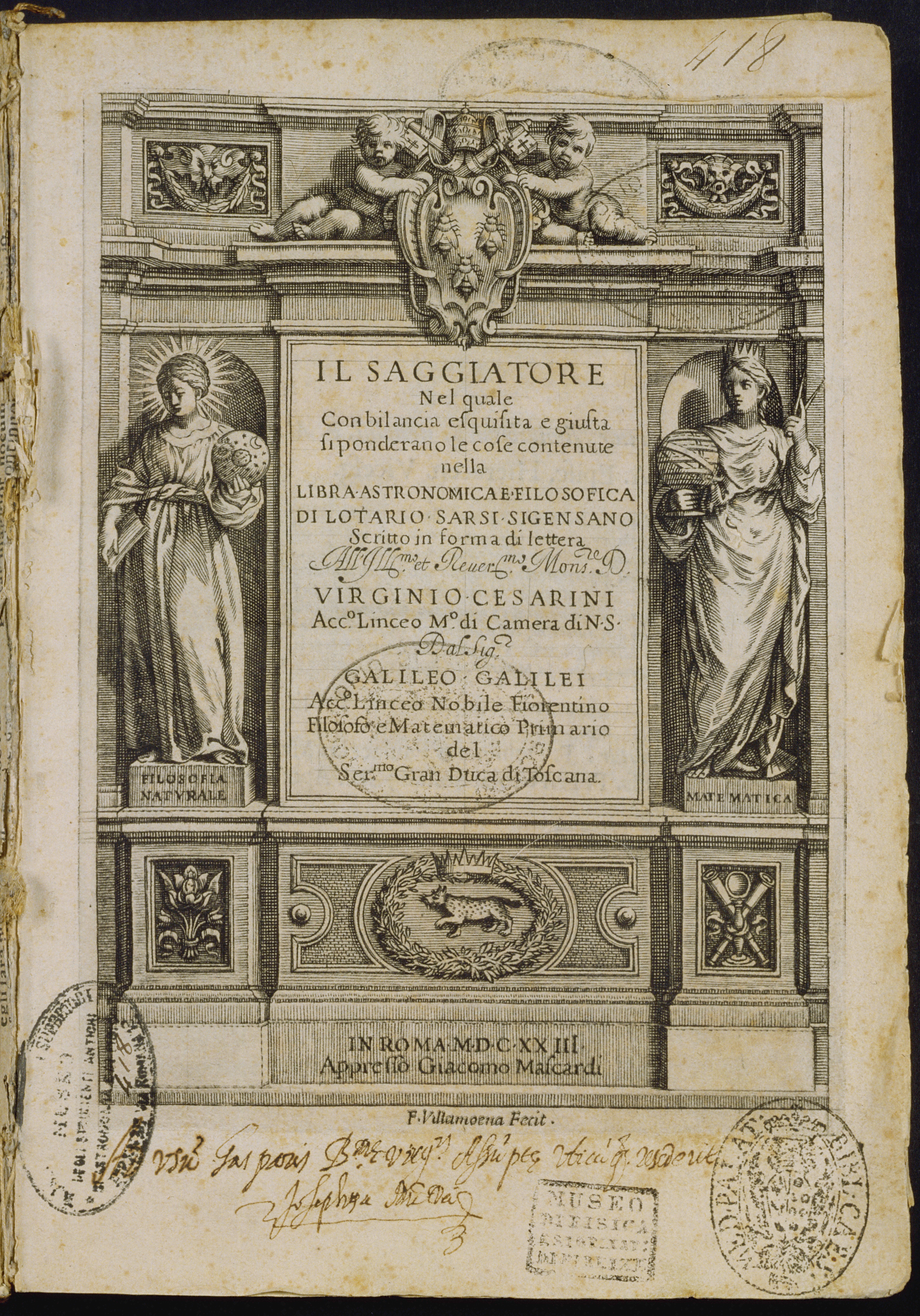
La page de titre de l'Essayeur de Galilée, publié pour la premiere fois par Giacomo Mascardi en 1623

Originaire de Bormio, (province de Sondrio, Lombardie), il arrive vers 1590 à Rome, où il travaille sans doute pour d'autres imprimeurs, peut-être pour les Zannetti. Mascardi est surtout connu pour être l'imprimeur de l'Académie des Lyncéens. Il a publié, entre autres :
- Les Animalia Mexicana de Giovanni Faber (1628, première section du monumental Rerum medicarum Novae Hispaniae thesaurus seu Plantarum animalium mineralium Mexicanorum historia par Francisco Hernández de Toledo, publié par Vitale en 1653) ;
- Il Vago e dilettevole giardino di varie lettioni par Muzio Pansa (1608) ;
- le Trattato della natura del vino, e del ber caldo e freddo du savant flamand Theodore Ameyden (1608) ;
- De maculis Solaribus par Christoph Scheiner (1613) ;
- Antiquae Urbis splendor par Giacomo Lauro (1614) ;
- Le machine par Giovanni Branca (1629) ;
- Les Histoires et démonstrations autour des taches solaires et de leurs accidents (1613) et L'Essayeur (1623) de Galilée ;
- L'Apiarium par Federico Cesi (1625) ;
- Persio tradotto in verso sciolto par Francesco Stelluti (1630).

Giacomo Mascardi est également l'éditeur du De aeris transmutationibus (1614) de Giambattista della Porta et du traité De tribus cometis (1619) d'Orazio Grassi. Aux frais d'Andrea Brogiotti, il publia les volumes I et VI (1621, 1634) des Quaestiones medico-legales de Paul Zacchias. En 1616, il réédite l'une des productions antiquaires les plus ambitieuses de l'atelier de Francesco Zanetti, l'Historia utriusque belli Dacici a Traiano Caesare gesti par Alfonso Chacón.

## Giacomo Mascardi et sa descendance
Son neveu Vitale Mascardi lui succède à partir de 1635. Giacomo Silvestri, neveu de Vitale, lui succède à partir de 1666 sous la raison "Successeur de Mascardi", puis à partir de 1671 sous le nom de Mascardi. Son fils Innocenzo (Silvestri) Mascardi (1679?-17..) lui est associé dès 1704 et lui succède.

### Arbre généalogique simplifié
| Giacomo Mascardi (Bormio ~ 1567 - Rome 1634) |  |  |  |  |  |
|                                              |  |  |  |  |  |
| Vitale Mascardi (Rome 1594 - Rome 1666)      |  |  |  |  |  |
|                                              |  |  |  |  |  |
| Giacomo Silvestri (Rome 1637 - Rome 1722)    |  |  |  |  |  |
|                                              |  |  |  |  |  |
| Innocenzo Silvestri (Rome 1679? - Rome 17..) |  |  |  |  |  |

Quelques frontispices :

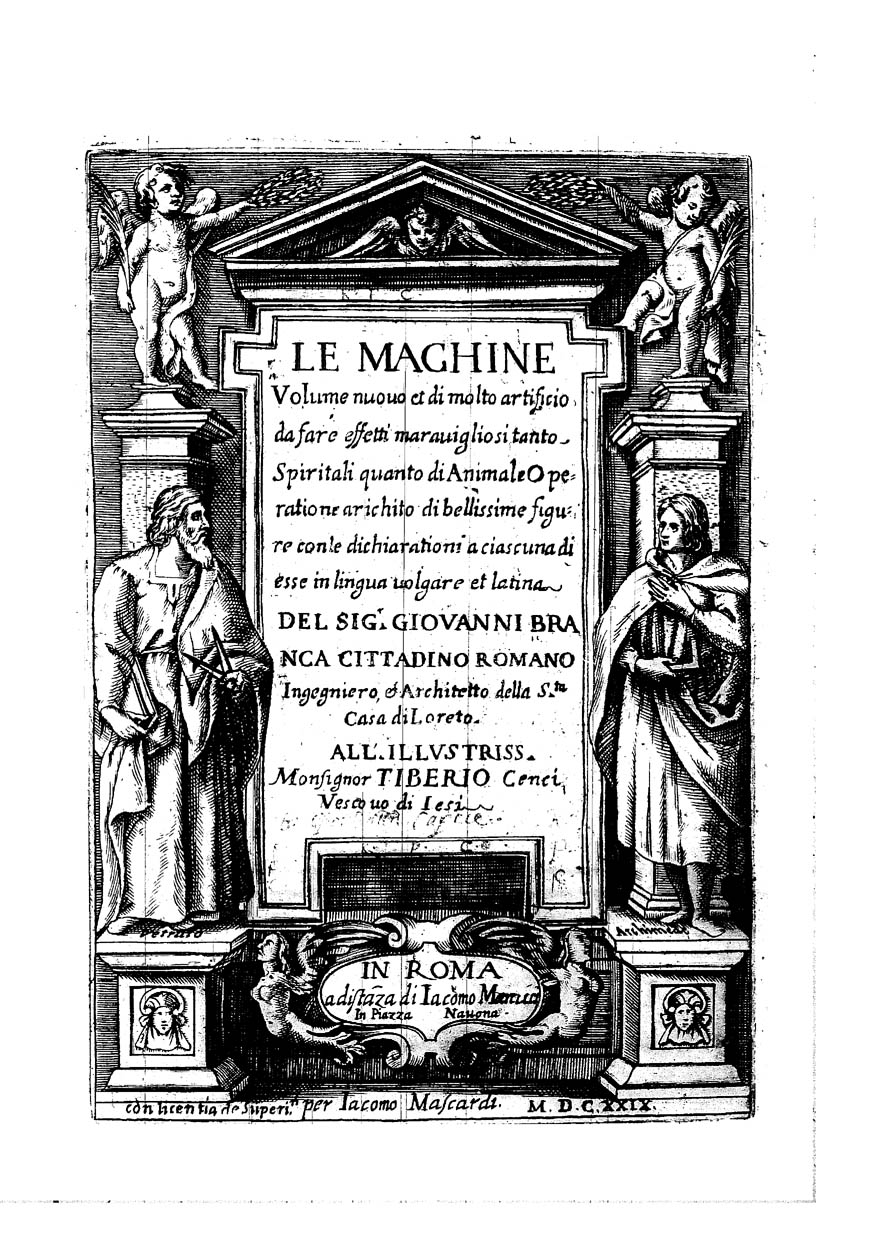
Le machine par Giovanni Branca publié à Rome par Giacomo Mascardi en 1629.
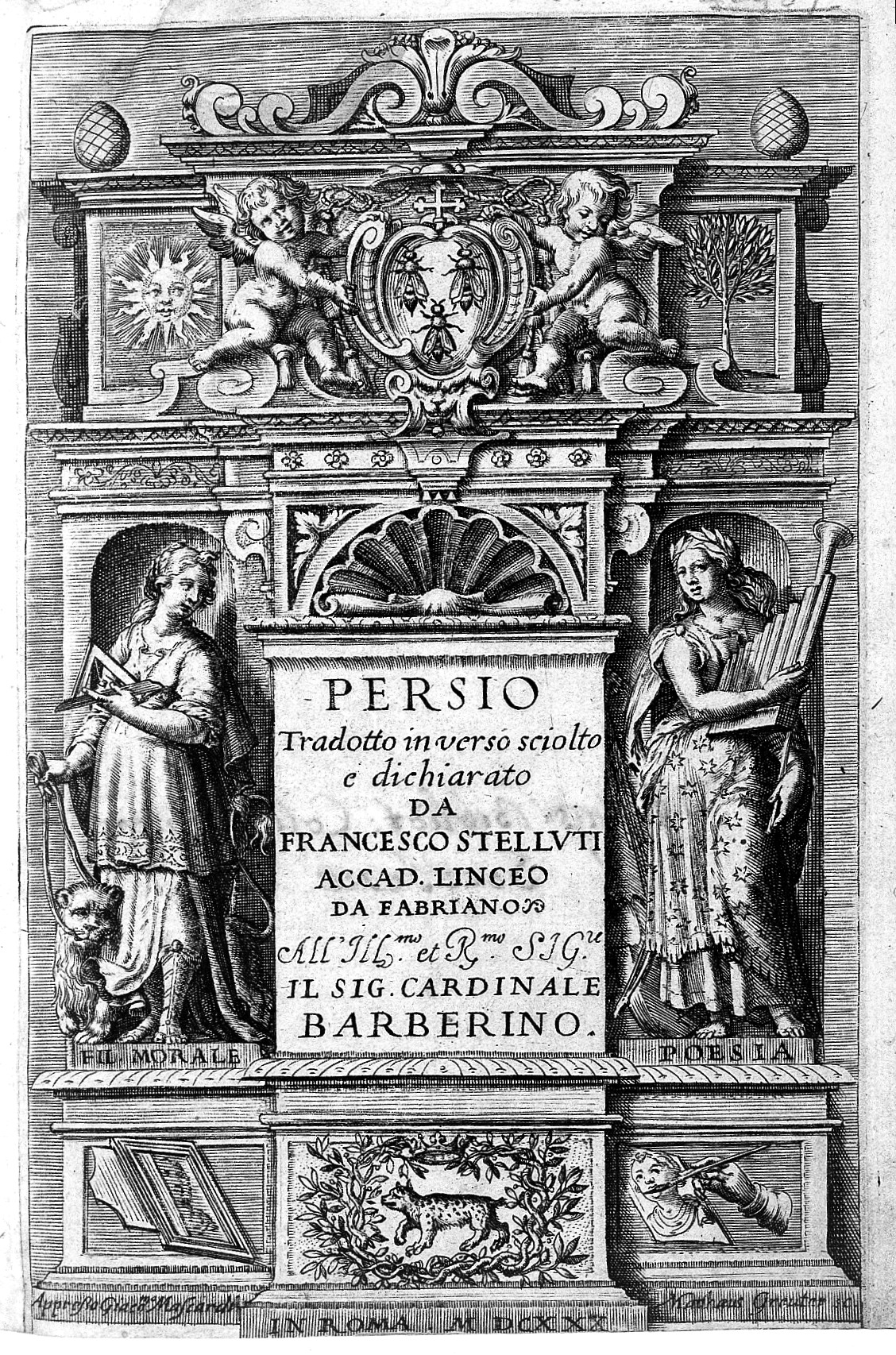
Persio tradotto in verso sciolto e dichiarato par Francesco Stelluti publié à Rome par Giacomo Mascardi en 1630.
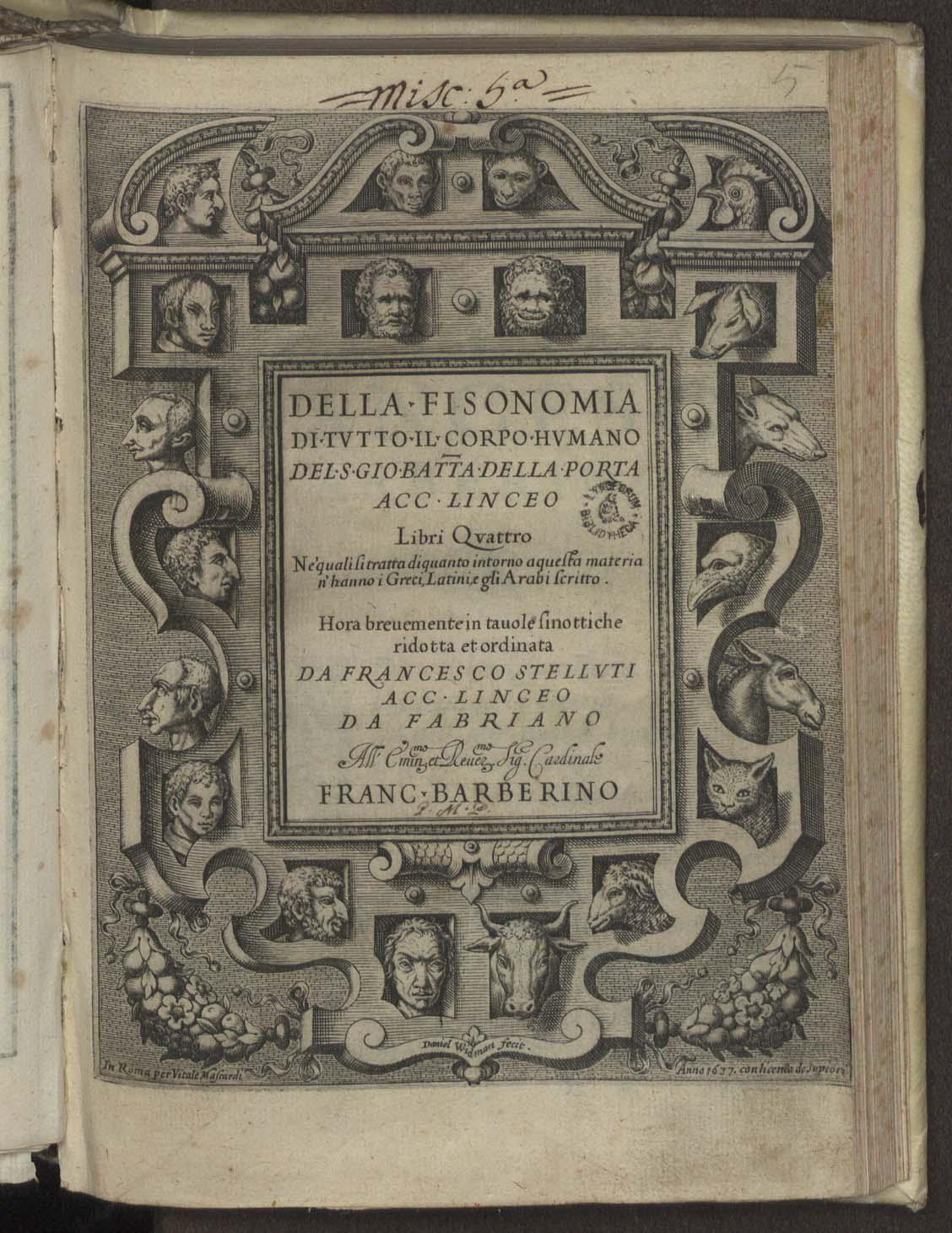
Della Fisionomia par Giambattista della Porta publié à Rome par Vitale Mascardi en 1637.
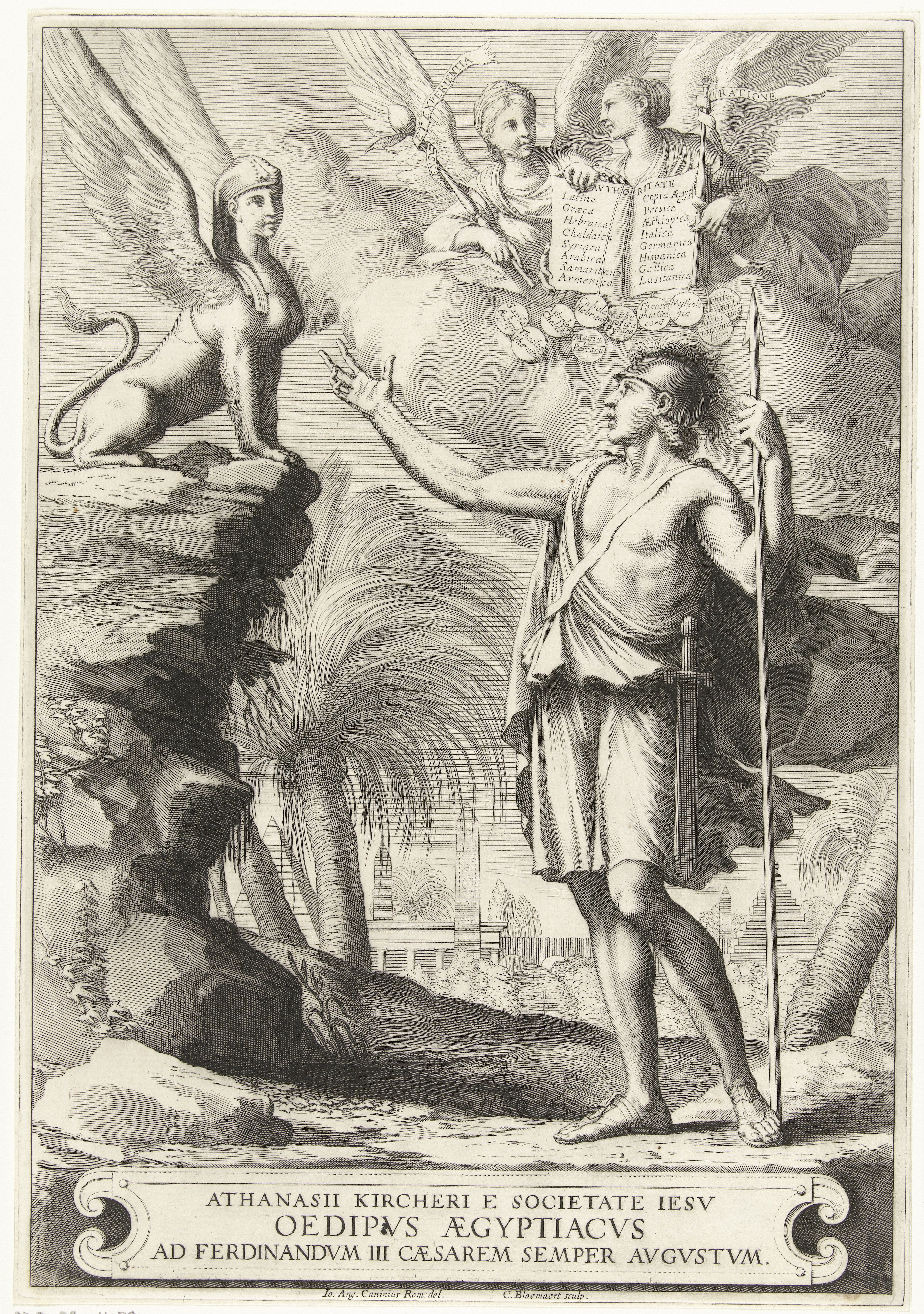
Oedipus Aegyptiacus par Athanasius Kircher publié à Rome par Vitale Mascardi en 1652-1654.
Le due regole della prospettiva practica di M. Iacomo Barozzi da Vignola con i comentarij de R.P.M. Egnatio Danti publié à Rome par Giacomo Mascardi en 1644.
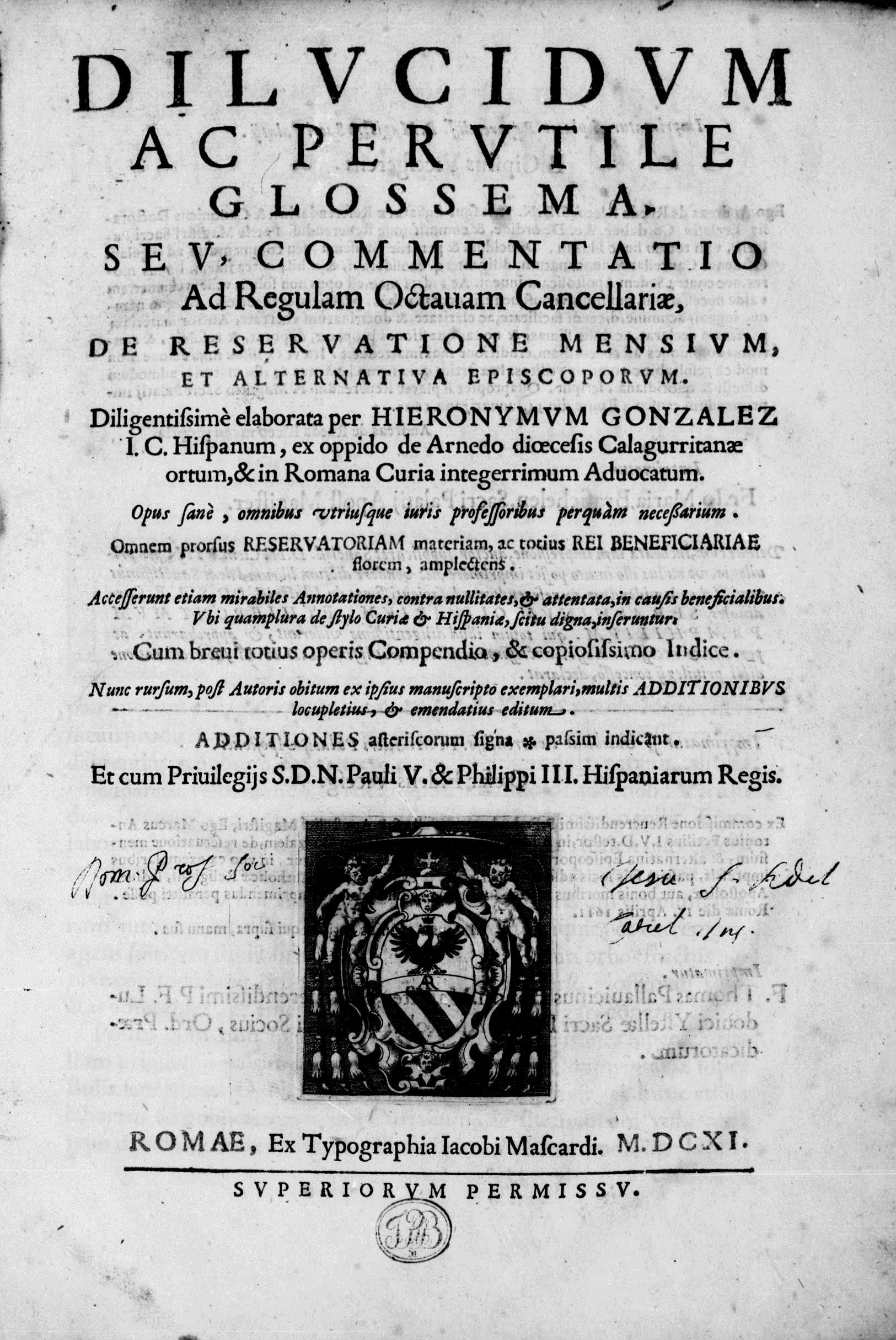
Dilucidum ac perutile glossema par Jerónimo González publié à Rome par Giacomo Mascardi en 1611.
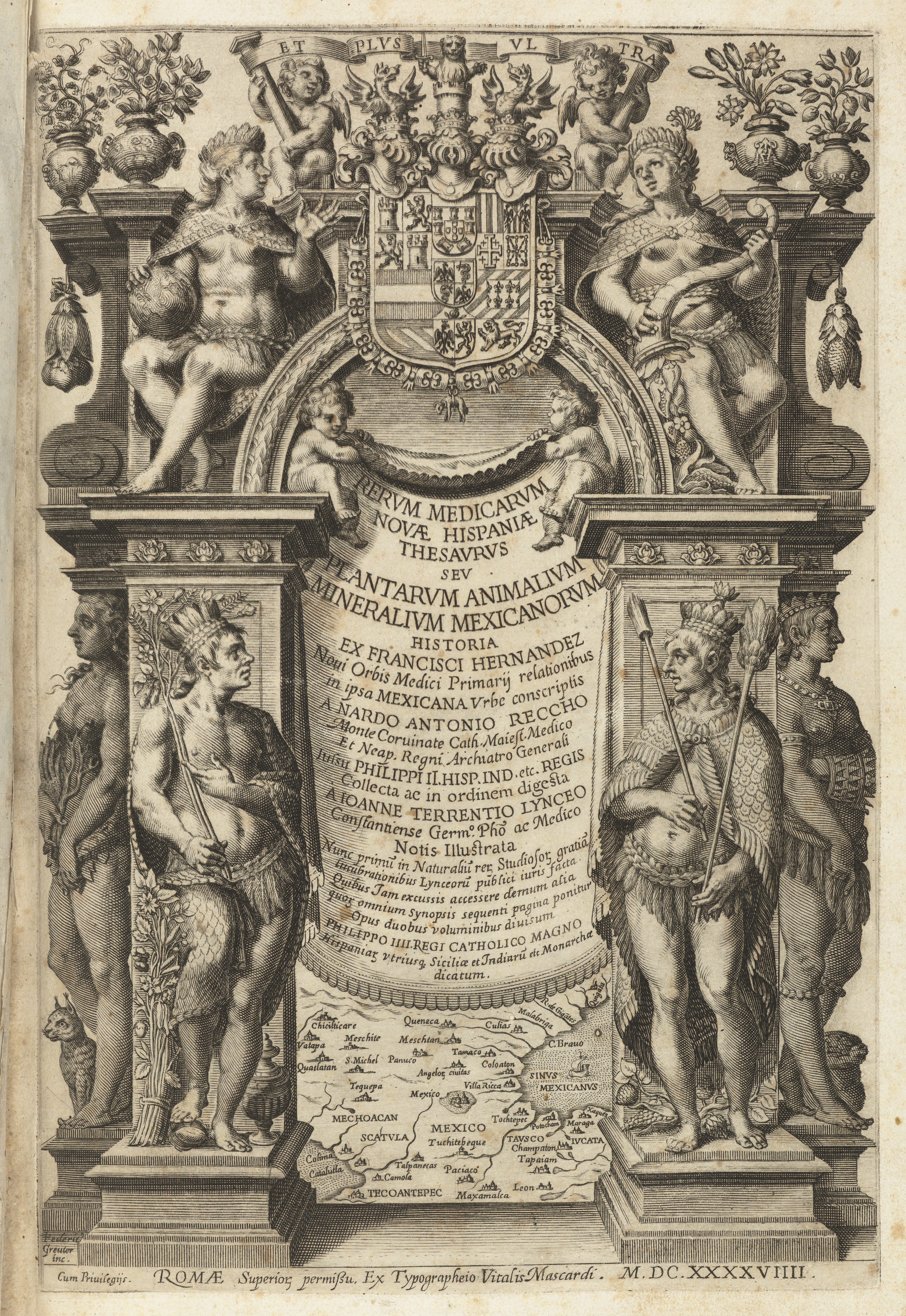
Rerum medicarum Novae Hispaniae thesaurus par Francisco Hernández publié à Rome par Vitale Mascardi en 1649.
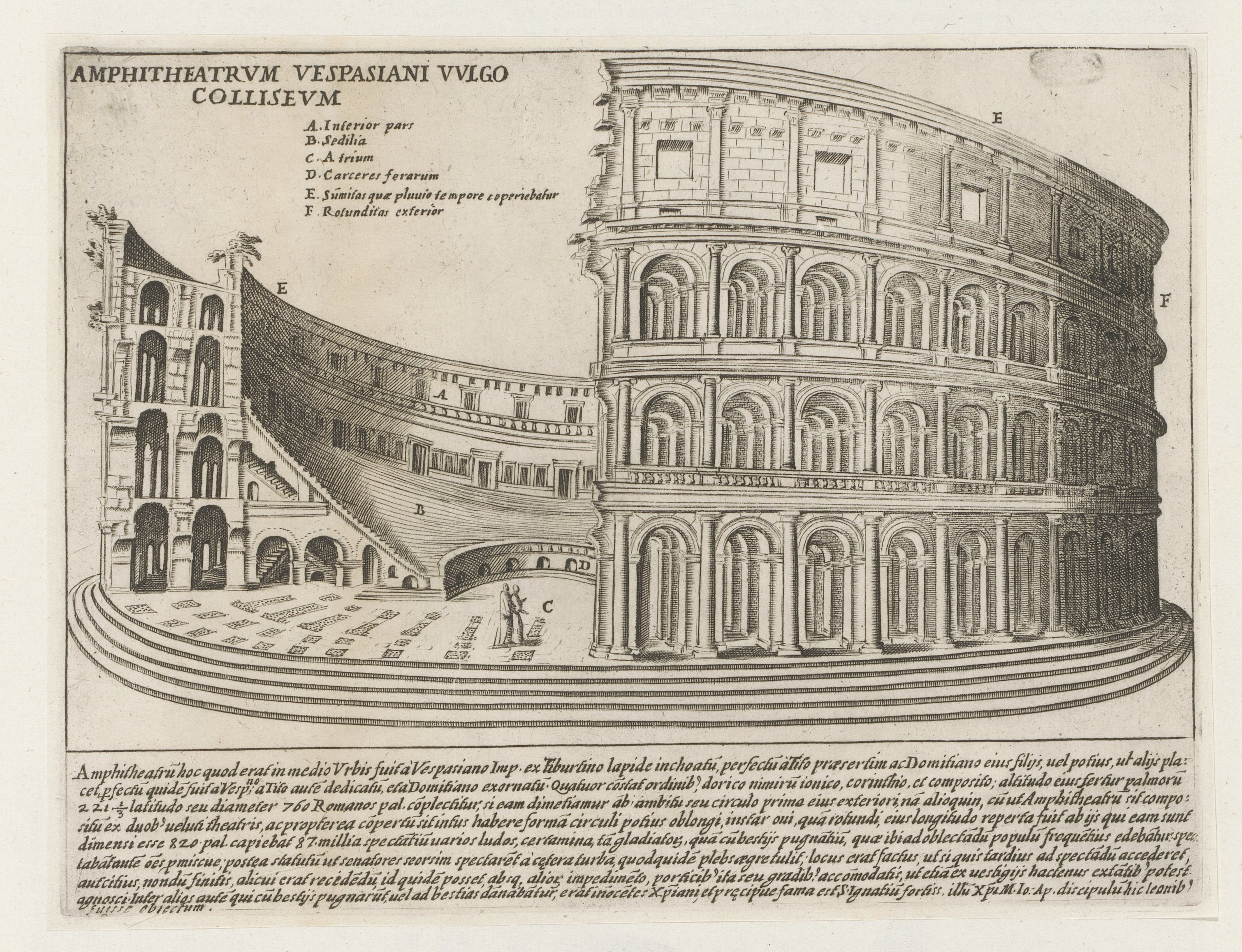
Antiquae Urbis Splendor par Giacomo Lauro publié à Rome par Giacomo Mascardi en 1637 avec une planche représentant le Colisée.
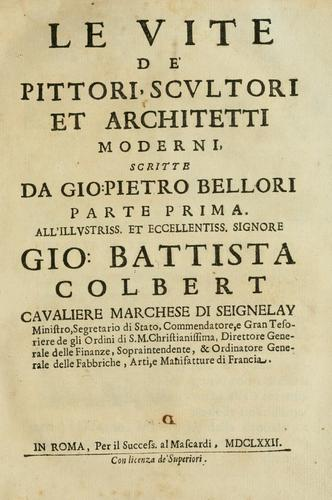
Le vite de' pittori, scultori et architetti moderni par Giovanni Pietro Bellori publié à Rome par le "Successeur de Mascardi" en 1672.